# Bruno Baratti
Bruno Baratti (Cattolica, 31 dicembre 1911 – Pesaro, 15 maggio 2008) è stato un ceramista, pittore e scultore italiano.

## Biografia
All'età di tre anni la sua famiglia si trasferì a Pesaro definitivamente. All'età di tredici anni, nel 1925, entrò a lavorare come apprendista nella locale bottega d'arte Cartoceti, frequentando allo stesso tempo le lezioni serali della Scuola d'arte e di Avviamento al lavoro. Nel 1925 gli fu offerta una borsa di studio per frequentare l'Accademia d Belle Arti di Urbino, che non accettò.
Nel 1926 lasciò la bottega di Cartoceti per entrare a lavorare nella Fabbrica Ciccoli – anch'essa specializzata in riproduzioni di ceramiche rinascimentali –non più come "apprendista" ma come "pittore ceramista".
Successivamente il responsabile della Fabbrica Ciccoli, Achille Wildi (allievo di Ferruccio Mengaroni), chiamò Baratti a lavorare nel proprio laboratorio personale, dove si eseguivano decorazioni più impegnative ed innovative: l'esperienza fu tuttavia breve perché dopo meno di un anno Wildi, per difficoltà economiche legate alla crisi del 1929, chiuse il proprio laboratorio e si trasferì in Francia.
Baratti tornò così a lavorare da Ciccoli, ma questa volta la sua capacità venne riconosciuta, ed oltre a decorare le ceramiche con i classici motivi rinascimentali gli venne accordata l'opportunità di eseguire delle maioliche secondo il proprio gusto.
Dal 1931 Baratti iniziò a partecipare a rassegne e concorsi nazionali, come la Triennale di Milano ed il Concorso Nazionale della Ceramica d'Arte di Faenza.
Il primo importante riconoscimento arrivò nel 1938, ai Littoriali della cultura e dell'arte (all'epoca il premio nazionale per i giovani con il maggior prestigio), ove vinse ottenendo il titolo di "Littore" per la ceramica.
Nel 1939 si confermò nuovamente Littore, questa volta per lo "smalto d'arte"; questo ulteriore premio gli diede una notorietà nazionale.
Continuò così ad esporre in mostre e concorsi di ceramica, continuando anche a rifiutare le proposte di insegnamento dell'arte ceramica nelle Scuole d'Arte.
Il 1939 fu un anno cruciale per la carriera artistica di Baratti: da un lato un influente membro della commissione giudicatrice dei Littoriali cercò di mandarlo all'estero a studiare, dall'altro lato il mecenate pesarese Giorgio Ugolini convinse invece Baratti a restare a Pesaro, proponendogli l'acquisto di un suo terreno che sarebbe stato barattato in cambio di sue ceramiche.
Su quel terreno Bruno Baratti costruì il proprio primo laboratorio dotato di forno per la ceramica; lasciata la Fabbrica Ciccoli, all'età di 28 anni iniziò così un autonomo percorso lavorativo ed artistico.
I risultati non si fecero attendere e già nel 1942 vinse il primo premio al 4º Concorso Nazionale della Ceramica di Faenza.
Nel corso della Seconda guerra mondiale anche Baratti venne richiamato alle armi e arruolato come soldato semplice.
Gli venne assegnato l'incarico di documentare artisticamente l'esperienza militare e la sua opera fu esposta nel 1942 a Roma alla 1ª Mostra degli Artisti Italiani in Armi".
Scrive Giovanni Floris nel suo libro "L'Esercito Italiano nell'arte": "il fante ceramista-pittore Bruno Baratti, in piena tempesta, ha la forza di raccontare con un candore degno dei "fioretti" francescani quella che allora si poteva a buon titolo considerare una discesa nella fossa dei leoni (...) Qualcuno, guardando le sue opere ha parlato di "naïf" (...) ma l'arte viene di lontano e va lontano".
Nel 1945, a guerra terminata, riprese l'attività artistica e lavorativa con la sua prima esposizione personale nella Sala del Giambellino dei Musei Civici di Pesaro, con oltre sessanta opere esposte.
Nel 1946 al concorso della Ceramica di Faenza gli furono assegnati due primi premi, per il "vaso trifauce" e per il piatto "come le rondini".
Nel 1953 il conte mantovano Alessandro Magnaguti gli commissionò un pavimento in ceramica di grandi dimensioni, di cinque metri e mezzo per sette metri e mezzo, dipinto con soggetti mitologici ed animali fiabeschi; l'opera, prima di essere posata nella dimora gentilizia, fu esposta nel Salone del Municipio di Pesaro.
Nella prima metà degli anni cinquanta, Baratti trasferì il suo "laboratorio" nel centralissimo Piazzale Collenuccio, a Pesaro, in una casa del XVII secolo che era stata parzialmente distrutta dalle mine piazzate dai tedeschi in ritirata alla fine della Seconda guerra mondiale.
Al piano terra c'erano la mostra (realizzata nelle scuderie) ed il laboratorio, frequentato da giovani allievi di grande talento come Nanni Valentini, Renato Bertini, Auro Salvaneschi e Ferruccio Marchetti, oltre che da artisti affermati come Valentino Angelini ed il "torniante" Marco Terenzi o meno affermati, rendendo quel luogo un punto di incontro culturale della città.
Tutti i giorni, nel primo pomeriggio, si incontravano i due ceramisti Bruno Baratti ed Alessandro Gallucci che parlavano di arte durante la quotidiana passeggiata sul lungomare.
Da sempre Baratti aveva lavorato su soggetti sacri, come l'Annunciazione che nel 1939 era stata acquistata dal Ministero dell'Educazione Nazionale, come la Via Crucis del 1956 che si trova in una chiesa di Fossombrone, o come la "Madonna con Bambino" esposta all'Angelicum nel 1957.
Alla fine degli anni sessanta venne chiesto a Baratti di realizzare una Via Crucis composta da quattordici grandissimi pannelli in bassorilievo e due acquasantiere, destinata alla chiesa dell'Ospedale "Casa Sollievo della Sofferenza" a San Giovanni Rotondo (luogo legato alla figura di Padre Pio).
L'opera, realizzata nel corso di oltre un anno, rimase esposta per mesi nel dicembre del 1969 nella mostra realizzata nella Sala Laurana del Palazzo Ducale di Pesaro, prima di essere posta in opera nel 1970: essa fu definita da Mario Pepe, presidente dell'Accademia delle Belle Arti e del Liceo Artistico di Roma, "una delle realizzazioni più importanti e originali della scultura italiana contemporanea".
Nel 1981 il Comune di Pesaro ha dedicato e organizzato un'antologica su Bruno Baratti e, l'anno successivo, gli è stata apprestata una significativa mostra dell'Istituto Marchigiano Accademia di Scienze Lettere e Arti in collaborazione con l'Università degli studi di Ancona presso l'Aula magna del Rettorato.
Bruno Baratti muore a Pesaro il 15 maggio 2008.
Le sue opere si trovano esposte nei Musei Civici di Pesaro, al Museo della Fondazione Cassa di Risparmio di Pesaro, al Museo della Ceramica di Faenza, al Museo di Vicenza e in vari Enti Pubblici tra cui la Camera di Commercio di Pesaro e Urbino, la Banca delle Marche, Istituti religiosi nonché in numerose collezioni private italiane ed estere.

## Via Crucis
Quando Bruno Baratti installò i quattordici pannelli della sua "Via Crucis" e le due acquasantiere nella Cappella grande della "Casa Sollievo della Sofferenza" a S. Giovanni Rotondo, Padre Pio era già morto da circa due anni: aveva fatto però in tempo a vedere i grandi disegni preparatori e se ne era molto compiaciuto.
Baratti fece un primo viaggio a San Giovanni Rotondo dove incontrò l'ingegner Poma, funzionario del Vaticano, che, dopo aver visto nascere sotto i suoi occhi alcune figure che Baratti aveva tracciato a grandezza naturale, gli aveva dato "carta bianca" per la realizzazione di quest'opera la cui sequenza, posta sulle arcate della chiesa da destra a sinistra, avrebbe raccontato la lunga e dolorosa strada di redenzione dell'umanità. Dal 7 al 15 dicembre 1969, proprio prima di trasportarla a San Giovanni Rotondo, la "Via Crucis" venne esposta a Pesaro nella Sala Laurana: stupore e ammirazione ci furono da parte di tanti cittadini che acquistarono, nel giro di poche ore, tutti i disegni preparatori.

## Premi e riconoscimenti
- 1938 - Primo premio nazionale dei Littoriali per le ceramiche d'arte - Roma
- 1939 - Primo premio nazionale dei Littoriali per lo smalto d'arte - Roma
- 1941 - Primo premio N.D. Bonarelli per un artista marchigiano - Ancona
- 1942 - Primo premio tema unico Concorso Nazionale di Ceramica - Faenza
- 1946 - Grande medaglia d'oro alla Mostra Mercato Artigianato e Piccole Industrie - Pesaro
- 1946 - Primo premio per un vaso e primo premio per un piatto decorativo, Concorso Nazionale di Ceramica - Faenza
- 1950 - Diploma d'onore con medaglia d'oro alla Mostra Mercato Artigianato e Piccole Industrie - Ancona
- 1951 - Primo premio ex aequo al Concorso Nazionale "Nove" - Vicenza
- 1951 - Diploma di grande medaglia d'oro alla Mostra Mercato Nazionale - Pesaro
- 1952 - Premio unico per la perfetta esecuzione e decorazione pittorica al Concorso Nazionale di Ceramica - Faenza
- 1952 - Secondo premio per il manifesto pubblicitario per il Concorso Nazionale Ceramica - Pesaro
- 1952 - Secondo premio alla Mostra Nazionale di Ceramica - Pesaro
- 1953 - Diploma di gran premio Fiera della Marche - Ascoli Piceno
- 1955 - Espone alla Quadriennale di Roma. Invitato dalla Galleria Totti di Milano per una serie di mostre di Ceramica d'arte collettiva a Monaco di Baviera, Stoccarda, Karlsruhe, Düsseldorf.
- 1959 - Scelto dalla commissione della Biennale d'arte Sacra "Angelicum" di Milano per la mostra collettiva in Australia.
- 1965 - Premio acquisto alla Biennale d'arte Sacra "Angelicum" - Milano
- 1966 - Invitato ad esporre alla Mostra Nazionale d'Arte Sacra all'Antoniano - Bologna
- 1966 - Primo premio alla Mostra d'Arte Sacra di Pesaro.
- 1975 - Ha ricevuto l'Ape d'oro a Milano.
- 1982 - Ha ricevuto la "Ginestra d'oro del Conero" in Ancona.
- 1992 - Riceve il Premio Circolo della Stampa di Pesaro.

## Galleria d'immagini

Ritratto di soldato su ceramica - 1945
Vaso trifauce - 1º Premio Concorso Ceramica di Faenza - 1947
Contadine - circa 1975
Scultura